# Mousquetaire 1
Pour les articles homonymes, voir Mousquetaire (homonymie).
Albums de Romain Humeau
Vendredi ou les Limbes du Pacifique
(2015) Mousquetaire #2
(2018)
Mousquetaire #1 est le troisième album studio du chanteur français Romain Humeau sorti le 30 septembre 2016.
Il s'agit du premier volet d'un album dont les 30 chansons devaient à l'origine sortir en même temps. La maison de disque, PIAS, a proposé l'idée de les sortir en deux volumes à plusieurs mois d'intervalle. Mousquetaire #2 est finalement publié en janvier 2018, non pas chez PIAS, mais sur Seed Bombs Music, le nouveau label créé en juin 2017 par Romain Humeau, Estelle Humeau et Guillaume Sciota,.

## Liste des titres
Écrits, composés et arrangés par Romain Humeau
| No  | Titre                   | Durée |
| --- | ----------------------- | ----- |
| 1.  | Struggle Inside         | 3:59  |
| 2.  | Marjane                 | 3:02  |
| 3.  | Amour                   | 4:23  |
| 4.  | Paris                   | 4:12  |
| 5.  | Saragosse               | 3:56  |
| 6.  | Futures                 | 4:30  |
| 7.  | Tensional               | 4:36  |
| 8.  | Politkovskaïa           | 3:38  |
| 9.  | Collatéral              | 4:21  |
| 10. | No One Wins             | 4:23  |
| 11. | Velours de gosse        | 3:11  |
| 12. | Ce soir les gens        | 3:46  |
| 13. | Something I Can't Touch | 4:53  |

Note : Velour de gosses contient un extrait du texte de la chanson anglaise du milieu du XIXe siècle Sam Hall (en)

## Musiciens
- Romain Humeau : chant, chœurs, batterie, percussions, programmations, basse électrique, basse synthé, guitares (folk, flamenca, africaine et électriques), banjo, oud, piano, clavecin, vocoder, mélodica, toy xylo, vibraphone, synthétiseurs
- Estelle Humeau : contrebasse sur Marjane et Amour, flûte à bec sur Ce soir les gens
- Guillaume Marsault : batterie sur Velours de gosse, Collatéral, Futures et Tensional
- Joseph Doherty : saxophones (baryton, ténor, alto et soprano), violons et violons alto
- Ella Doherty : chœurs sur Tensional, Velours de gosse et Something I Can't Touch
- Augustin Humeau : basson sur No One Wins
- Nicolas Bonnière : programmations